# Prosorhochmus viviparus
Prosorhochmus viviparus är en djurart som tillhör fylumet slemmaskar, och som först beskrevs av Ulyanin 1870.  Prosorhochmus viviparus ingår i släktet Prosorhochmus och familjen Prosorhochmidae. Inga underarter finns listade i Catalogue of Life.